# Rhyacophila hokkaidensis
Rhyacophila hokkaidensis är en nattsländeart som beskrevs av Iwata 1927. Rhyacophila hokkaidensis ingår i släktet Rhyacophila och familjen rovnattsländor. Inga underarter finns listade i Catalogue of Life.